# 水晶镇
水晶镇，是中华人民共和国四川省绵阳市平武县下辖的一个乡镇级行政单位。

## 行政区划
水晶镇下辖以下地区：
水晶社区、青龙村、文凤村、溪坝村、长流村、浪柴村、水晶村、任家坝村、桂花村、木天村、柏梓村、安塘村、马元村、新华村、大坪村和竹柏村。